# رينور سسحياني
رينور سسحياني (بالإنجليزية: Raynor Scheine)‏ هو ممثل أمريكي، ولد في 19 يناير 1942 بإمبوريا في الولايات المتحدة.

## أعمال

### أفلام
- (1990) شبح أبي
- (1994)  محقق الحيوانات الأليفة[1]
- (1995) السريع والميت
- (2005) العالم الجديد[2]
- (2012) لينكون[3]

## وصلات خارجية
- رينور سسحياني على موقع IMDb (الإنجليزية)
- رينور سسحياني على موقع ألو سيني (الفرنسية)
- رينور سسحياني على موقع أول موفي (الإنجليزية)
- رينور سسحياني على موقع قاعدة بيانات برودواي على الإنترنت (الإنجليزية)
- رينور سسحياني على موقع قاعدة بيانات الأفلام السويدية (السويدية)
- رينور سسحياني على موقع قاعدة بيانات الفيلم (الإنجليزية)
- رينور سسحياني على موقع كينوبويسك (الروسية)